# Halte Middelstum
Halte Middelstum (tot 1 oktober 1886: Halte Westerwijtwerd) (telegrafische code: mds) is een voormalige spoorweghalte aan de spoorlijn Groningen - Delfzijl, destijds aangelegd door de Staat der Nederlanden.
De halte lag ten noordoosten van Bedum en ten zuiden van Westerwijtwerd in de Groote Breeksterpolder, ten noordoosten van spoorwegovergang van de huidige Halteweg. Aan de spoorlijn werd de halte voorafgegaan door station Bedum en gevolgd door station Stedum. Halte Middelstum werd geopend op 15 juni 1884 en gesloten op 4 oktober 1953. Bij de halte was een stenen wachthuis aanwezig, waarop het getal 21 op vermeld stond.
0,0: Groningen ·
Kostverloren ·
3,9: Groningen Noord ·
Adorp ·
10,9: Sauwerd ·
Wolddijk ·
15,1: Bedum ·
18: Middelstum ·
21,9: Stedum ·
25,9: Loppersum ·
Eenum ·
Oosterwijtwerd ·
Tjamsweer ·
33,6: Appingedam ·
36: Uitwierde ·
36,3: Delfzijl West ·
37,9: Delfzijl
Appingedam · 
Bad Nieuweschans ·
Baflo · 
Bedum · 
Delfzijl · 
-West · 
Eemshaven ·
Grijpskerk · 
Groningen · 
-Europapark ·
-Noord ·
Haren · 
Hoogezand-Sappemeer · 
Kropswolde · 
Loppersum · 
Martenshoek · 
Roodeschool · 
Sauwerd · 
Scheemda · 
Stedum · 
Uithuizen · 
Uithuizermeeden · 
Usquert · 
Veendam · 
Warffum · 
Winschoten · 
Winsum · 
Zuidbroek · 
Zuidhorn
Voormalige stations: zie de lijst van voormalige spoorwegstations in Groningen